# Редька, Анна Леонидовна
Анна Редька (укр. Анна Редька, род. 21 января 1989, Бровары, Киевская область) — украинская гандболистка, правый крайний и разыгрывающий.

## Биография
Анна Редька родилась 21 января 1989 года в городе Бровары Киевской области Украинской ССР (сейчас на Украине).
Училась в Киевском национальном экономическом университете по специальности «менеджер», а также в Национальном педагогическом университете имени М. П. Драгоманова по специальности «инструктор по фитнесу», однако не окончила их.
Играла в гандбол на позициях правого крайнего и разыгрывающего. В 2006—2012 годах выступала за киевский «Спартак», в 2012—2020 годах — за белорусский «Гомель». В составе «Гомеля» четыре раза становилась чемпионкой Белоруссии (2016—2017, 2019—2020), трижды выигрывала серебряные (2014—2015, 2018) и один раз бронзовые (2013) медали чемпионата страны. Четыре раза завоёвывала Кубок Белоруссии (2015—2017, 2019), два раза выигрывала Балтийскую лигу (2016—2017). В 2013 году стала лучшим снайпером чемпионата Белоруссии.
В составе женской сборной Украины участвовала в чемпионатах Европы 2012 и 2014 годов, где команда заняла соответственно 14-е и 16-е места.
В мае 2020 года завершила игровую карьеру.
Мастер спорта Украины.